# Kąty (rejon złoczowski)
Kąty (ukr. Кути) – wieś w rejonie złoczowskim obwodu lwowskiego Ukrainy.
Pod koniec XIX w. we wsi znajdował się folwark Karolówka (powiat brodzki).
Dawniej karczma na obszarze wsi nazywa się Wydra.
Do 2020 w rejonie brodzkim. 